# Claudio Angelo Giuseppe Calabrese
Claudio Angelo Giuseppe Calabrese (Fourneaux, 18 febbraio 1867 – Aosta, 7 maggio 1932) è stato un vescovo cattolico italiano.

## Biografia
Nacque a Fourneaux, in diocesi di San Giovanni di Moriana, il 18 febbraio 1867 da Vincenzo e da Charlotte Genoulaz. Fu ordinato sacerdote il 21 settembre 1889 e divenne canonico teologale della cattedrale di Susa.
Nominato vescovo di Aosta il 7 maggio 1920 da papa Benedetto XV, venne consacrato l'11 luglio successivo dal vescovo Giuseppe Castelli, co-consacranti i vescovi Albino Pella e Costanzo Castrale. Fece il suo ingresso in diocesi il 17 ottobre. Morì il 7 maggio 1932 ad Aosta.

## Genealogia episcopale
La genealogia episcopale è:
- Cardinale Scipione Rebiba
- Cardinale Giulio Antonio Santori
- Cardinale Girolamo Bernerio, O.P.
- Arcivescovo Galeazzo Sanvitale
- Cardinale Ludovico Ludovisi
- Cardinale Luigi Caetani
- Cardinale Ulderico Carpegna

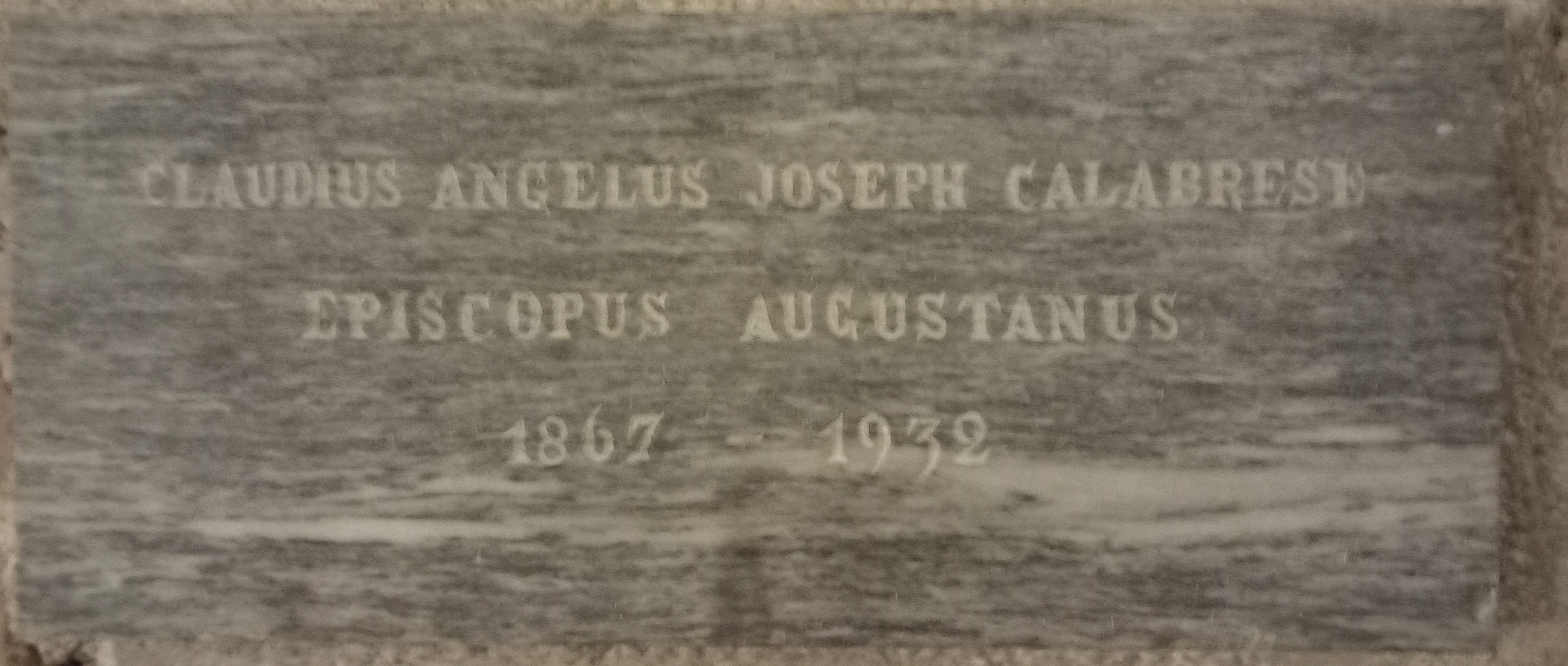
Sepoltura alla cattedrale di Aosta

- Cardinale Paluzzo Paluzzi Altieri degli Albertoni
- Papa Benedetto XIII
- Papa Benedetto XIV
- Cardinale Enrico Enriquez
- Arcivescovo Manuel Quintano Bonifaz
- Cardinale Buenaventura Córdoba Espinosa de la Cerda
- Cardinale Giuseppe Maria Doria Pamphilj
- Papa Pio VIII
- Papa Pio IX
- Cardinale Gustav Adolf von Hohenlohe-Schillingsfürst
- Arcivescovo Salvatore Magnasco
- Cardinale Gaetano Alimonda
- Cardinale Agostino Richelmy
- Vescovo Giuseppe Castelli
- Vescovo Claudio Angelo Giuseppe Calabrese